# Leiostola mollis
Leiostola mollis är en fjärilsart som beskrevs av Butler 1879. Leiostola mollis ingår i släktet Leiostola och familjen nattflyn. Inga underarter finns listade i Catalogue of Life.